# Релігія в Гондурасі
Релігія в Гондурасі представлена низкою релігійних культів і практик, що тісно пов'язані з етнічним розмаїттям населення країни. За даними останнього перепису населення в 2013 році 89,7 % Гондурасу сповідують християнство (48,7 % — католики, 41 % — протестанти). 3 % — сповідують інші релігії (мусульмани, шаманісти і анімістів). 8 % заявили себе атеїстами або агностиків і 1 % не відповіли на питання про свою релігію.
Мая і інші близькі до них народи, що населяли територію сучасного Гондурасу до завоювання її європейцями, були політеїстами. Стародавня релігія мая була широко поширена в державі Шукууп, столицею якого в VII-VIII століттях було місто Копан. Виявлені у цьому місті в ході розкопок артефакти свідчать про важливе значення релігії, для жителів, які його населяли між IV-VII століттями.
У XVI столітті в ході європейської колонізації Америки територія сучасного Гондурасу стала частиною Іспанської імперії, офіційною релігією якої було християнство (католицизм). Перше католицьке богослужіння на американському континенті пройшло 14 серпня 1502 року, коли під час своєї четвертої та заключної експедиції до Нового Світу, Христофор Колумб висадився на узбережжі півночі сучасного Гондурасу. З цього часу колоніальна влада проводили політику тотальної християнізації корінних жителів території.
Невелика частина колишнього узбережжя москітів на півдненному-сході сучасного Гондурасу, знаходилася під британським колоніальним правлінням. Тут, на відміну від решти території країни, де переважають католики, більшість місцевих жителів — протестанти, в основному англікани і моравські брати.
Зі здобуттям незалежності Гондурас прийняв Конституцію, в якій передбачається свобода віросповідання для всіх громадян країни. Гондурас — світська держава, в якому жодна з релігій не має статусу офіційної. Існує ряд законів, які регулюють відносини між офіційною владою і релігійними організаціями. У країні вкрай рідкісні випадки переслідування громадян через релігійні переконання.
Основною релігійною групою в Гондурасі є християни і близькі до них деномінації: католики, англікани, лютерани, єговісти, меноніти, мормони і майже триста євангелічних протестантських організацій. Римсько-католицька церква в Гондурасі складається з архиєпархії Тегусігальпи восьми єпархій: Йоро, Комаягуа, Ла-Сейба, Сан-Педро-Сули, Санта-Роса-де-Копан, Трухільйо, Хутікальпа, Чолутека. У країні діють три великі протестантські конфедерації: Пасторська асоціація пастухів Гондурасу, Євангелічне братство Гондурасу і Апостольська мережа Гондурасу. Активна місіонерська діяльність із застосуванням засобів масової інформації ведеться католиками, п'ятдесятників і мормонами. Останні побудували в Тегусігальпі свій храм, зробивши його одним з шести головних храмів в Центральній Америці. Маргінальні протестанти в країні також представлені групами «Рясне життя», «Жива любов» і рухом «Велике доручення». Керівництво протестантських церкв і церковних організацій представлено в Національній асоціації протестантських пасторів. У Гондурасі живе невелике число мусульман і іудаїстів. У Тегусігальпі і Сан-Педро-Сулі діють синагоги. Ще у Сан-Педро-Сула — мечеть.